# Little Warford
Little Warford est un village et une paroisse civile anglaise située dans le comté de Cheshire. C’est le siège du David Lewis Centre, un organisme de bienfaisance enregistré qui fournit des services médicaux, éducatifs et résidentiels aux personnes souffrant d'épilepsie et d'autres troubles neurologiques.